# Seznam živelních katastrof podle počtu obětí
Toto je seznam živelních katastrof podle počtu odhadovaných obětí. Zahrnuje oběti povodní, bouří, tropických cyklónů, zemětřesení, tsunami, sopečných erupcí, lavin a sesuvů nebo vln veder.

## 10 nejsmrtonosnějších živelních katastrof

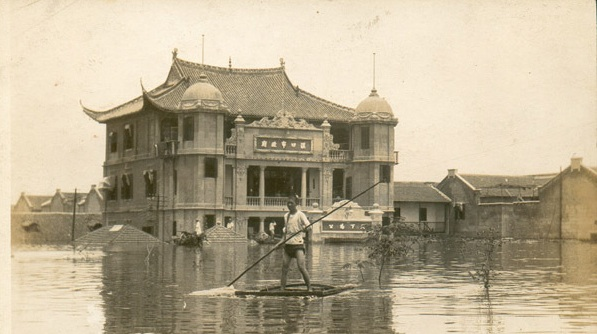
Zaplavená radnice ve městě Chan-kchou, Čína, 1931.

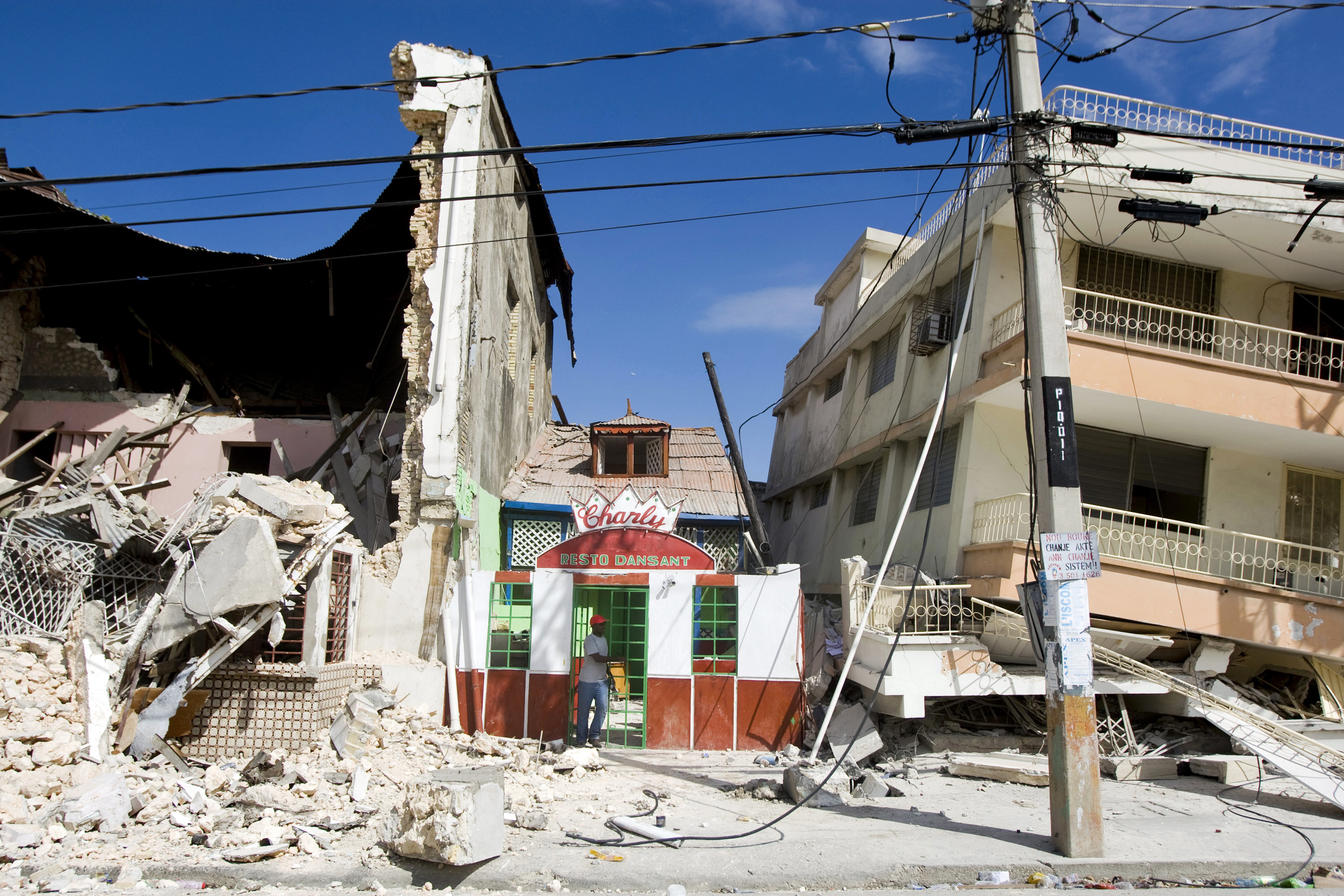
Zničené budovy, Haiti, 2010.

Tento seznam nezahrnuje epidemie, hladomory, přírodní pohromy do určité míry zapříčiněné člověkem včetně Povodní na Žluté řece 1938.
| Pořadí | Mrtví               | Událost                          | Místo                              | Datum              |
| ------ | ------------------- | -------------------------------- | ---------------------------------- | ------------------ |
| 1.     | 400 000 – 4 000     | Povodně v Číně 1931              | Čína                               | Červenec 1931      |
| 2.     | 900 000 – 2 000 000 | Povodně na Žluté řece 1887       | Čína                               | Září 1887          |
| 3.     | 830 000             | Zemětřesení v provincii Šen-si   | Čína                               | 23. ledna 1556     |
| 4.     | ≥500 000            | Cyklón Bhola                     | Východní Pákistán (dnes Bangladéš) | 13. listopadu 1970 |
| 5.     | 316 000             | Zemětřesení na Haiti 2010        | Haiti                              | 12. ledna 2010     |
| 6.     | 300 000             | Cyklón v Indii 1839              | Indie                              | 25. listopadu 1839 |
| 7.     | 300 000             | Cyklón v Calcuttě 1737           | Indie                              | 7. října 1737      |
| 8.     | 273 400             | Zemětřesení v Haiyuanu 1920      | Čína                               | 16. prosince 1920  |
| 9.     | 250 000 – 300 000   | Zemětřesení v Byzantské říši 526 | Byzantská říše                     | květen 526         |
| 10.    | 242 769 – 655 000   | Zemětřesení v Tchang-šanu        | Čína                               | 28. července 1976  |

## Podle příčiny

### Tsunami

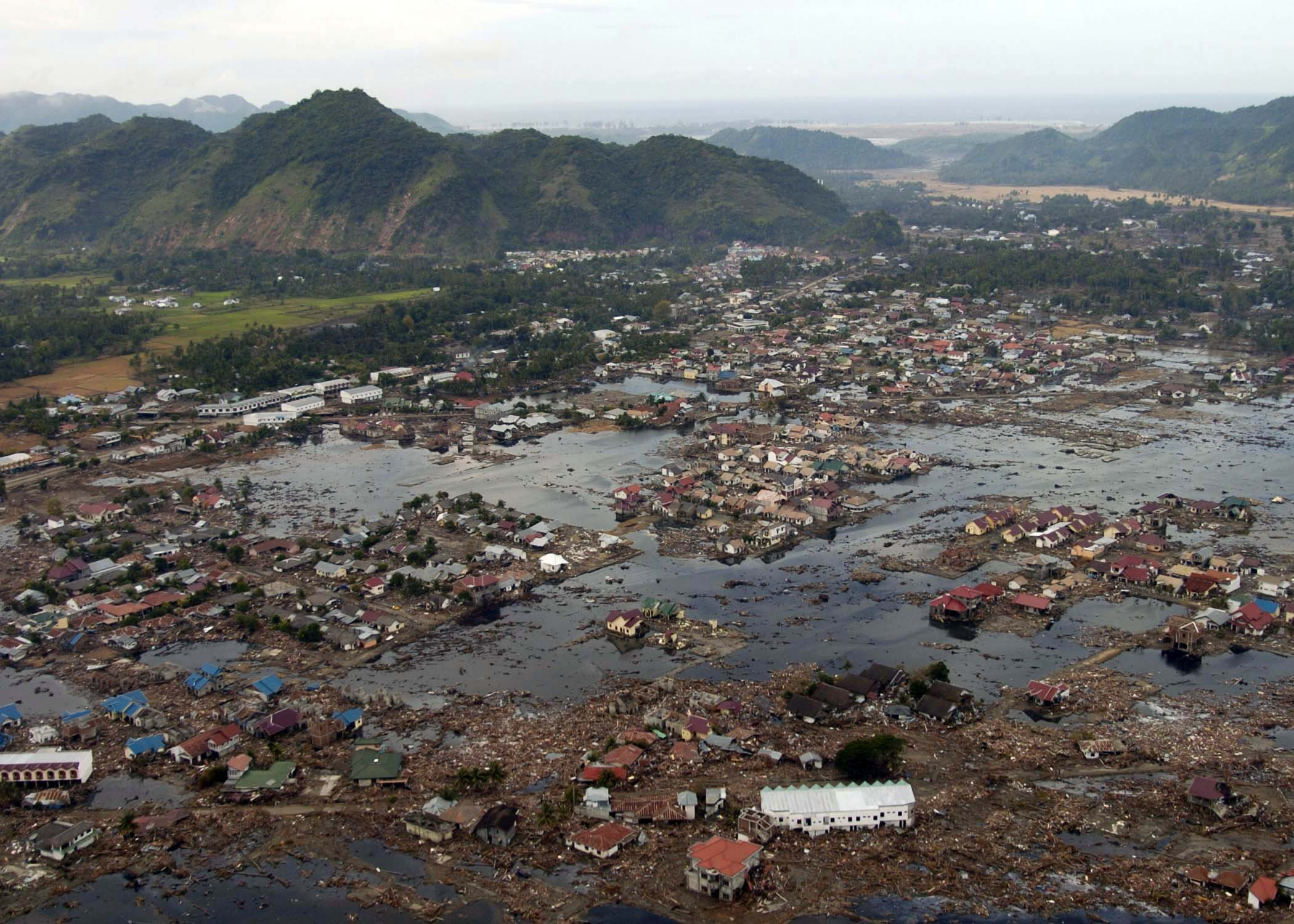
Zničená vesnice na Sumatře, Indonésie, 2004.

| Pořadí | Mrtví            | Událost                            | Místo         | Datum               |
| ------ | ---------------- | ---------------------------------- | ------------- | ------------------- |
| 1.     | 227 898          | Zemětřesení v Indickém oceánu 2004 | Indický oceán | 26. prosince 2004   |
| 2.     | 123 000          | Zemětřesení v Messině 1908         | Itálie        | 28. prosince 1908   |
| 3.     | 36 417 – 120 000 | Erupce Krakatoi                    | Indonésie     | 27. srpna 1883      |
| 4.     | 40 000 – 50 000  | Zemětřesení v Lisabonu 1755        | Portugalsko   | 1. listopadu 1755   |
| 5.     | 30 000 – 100 000 | Erupce Théry                       | Řecko         | 1642–1540 př. n. l. |
| 6.     | 31 000           | Zemětřesení v Nankai 1498          | Japonsko      | 20. září 1498       |
| 7.     | 30 000           | Zemětřesení v Hōei 1707            | Japonsko      | 28. října 1707      |
| 8.     | 27 122           | Zemětřesení v Sanriku 1896         | Japonsko      | 15. června 1896     |
| 9.     | 25 674           | Zemětřesení v Arice 1868           | Chile         | 13. srpna 1868      |
| 10.    | 5 700 – 50 000   | Zemětřesení na Krétě 365           | Řecko         | 21. července 365    |

### Sopečné erupce
| Pořadí | Mrtví  | Událost                     | Místo     | Datum              |
| ------ | ------ | --------------------------- | --------- | ------------------ |
| 1.     | 71 000 | Erupce Tambory 1815         | Indonésie | 10. dubna 1815     |
| 2.     | 36 000 | Erupce Krakatoi             | Indonésie | 27. srpna 1883     |
| 3.     | 30 000 | Erupce Mont Pelée 1902      | Martinik  | 7. května 1902     |
| 4.     | 23 000 | Erupce Nevado del Ruiz 1985 | Kolumbie  | 13. listopadu 1985 |
| 5.     | 15 000 | Erupce Unzen 1792           | Japonsko  | 21. května 1792    |
| 6.     | 10 000 | Erupce Kelut 1586           | Indonésie | 1586               |
| 7.     | 6 000  | Erupce Santa María 1902     | Guatemala | 24. října 1902     |
| 8.     | 5 000  | Erupce Kelut 1919           | Indonésie | 19. května 1919    |
| 9.     | 4 011  | Erupce Galunggung 1822      | Indonésie | 1822               |
| 10.    | 3 500  | Erupce El Chichón 1982      | Mexiko    | 1982               |

### Limnické erupce

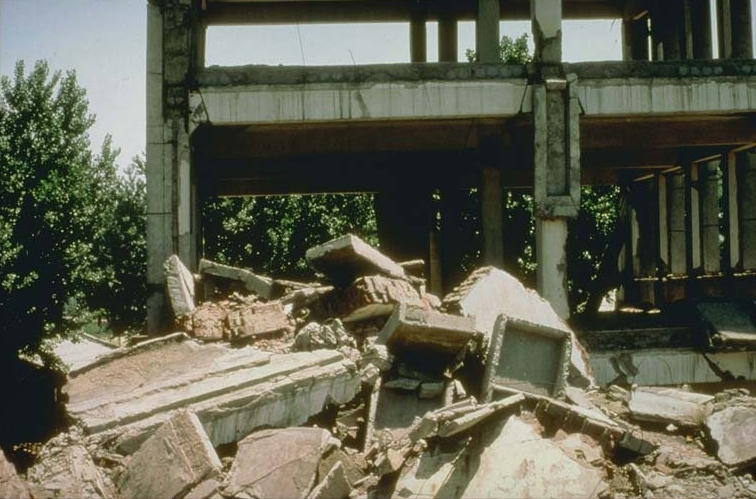
Trosky po zemětřesení, Čína 1976.

| Pořadí | Mrtví | Událost                       | Místo   | Datum          |
| ------ | ----- | ----------------------------- | ------- | -------------- |
| 1.     | 1 744 | Limnická erupce jezera Nyos   | Kamerun | 21. srpna 1986 |
| 2.     | 37    | Limnická erupce jezera Monoun | Kamerun | 15. srpna 1984 |

### Zemětřesení

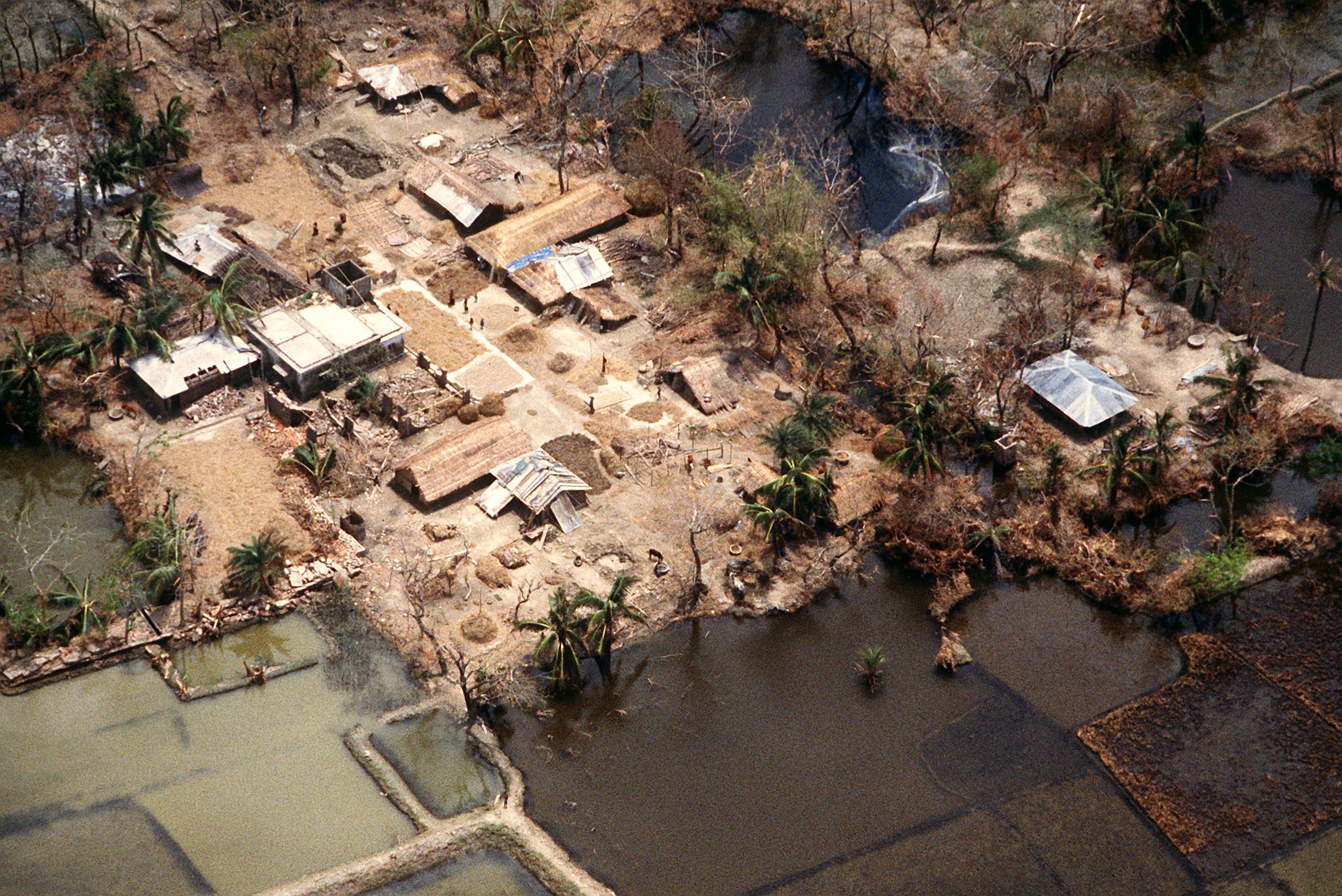
Zničená vesnice v Bangladéši, 1991.

| Pořadí | Mrtví             | Událost                            | Místo             | Datum             |
| ------ | ----------------- | ---------------------------------- | ----------------- | ----------------- |
| 1.     | 830 000           | Zemětřesení v provincii Šen-si     | Čína              | 23. ledna 1556    |
| 2.     | 316 000           | Zemětřesení na Haiti 2010          | Haiti             | 12. ledna 2010    |
| 3.     | 242 769 – 655 000 | Zemětřesení v Tchang-šanu          | Čína              | 28. července 1976 |
| 4.     | 273 400           | Zemětřesení v Haiyuanu             | Čína              | 16. prosince 1920 |
| 5.     | 250 000 – 300 000 | Zemětřesení v Byzantské říši       | Byzantská říše    | květen 526        |
| 6.     | 260 000           | Zemětřesení v Římské říši 115      | Římská říše       | 13. prosince 115  |
| 7.     | 230 000           | Zemětřesení v Aleppu 1138          | Zengíovský emirát | 11. října 1138    |
| 8.     | 227 898           | Zemětřesení v Indickém oceánu 2004 | Indonésie         | 26. prosince 2004 |
| 9.     | 200 000           | Zemětřesení v Hongdongu 1303       | Čína              | 25. září 1303     |
| 10.    | 200 000           | Zemětřesení v Damghanu 856         | Írán              | 22. prosince 856  |

### Tropické cyklóny

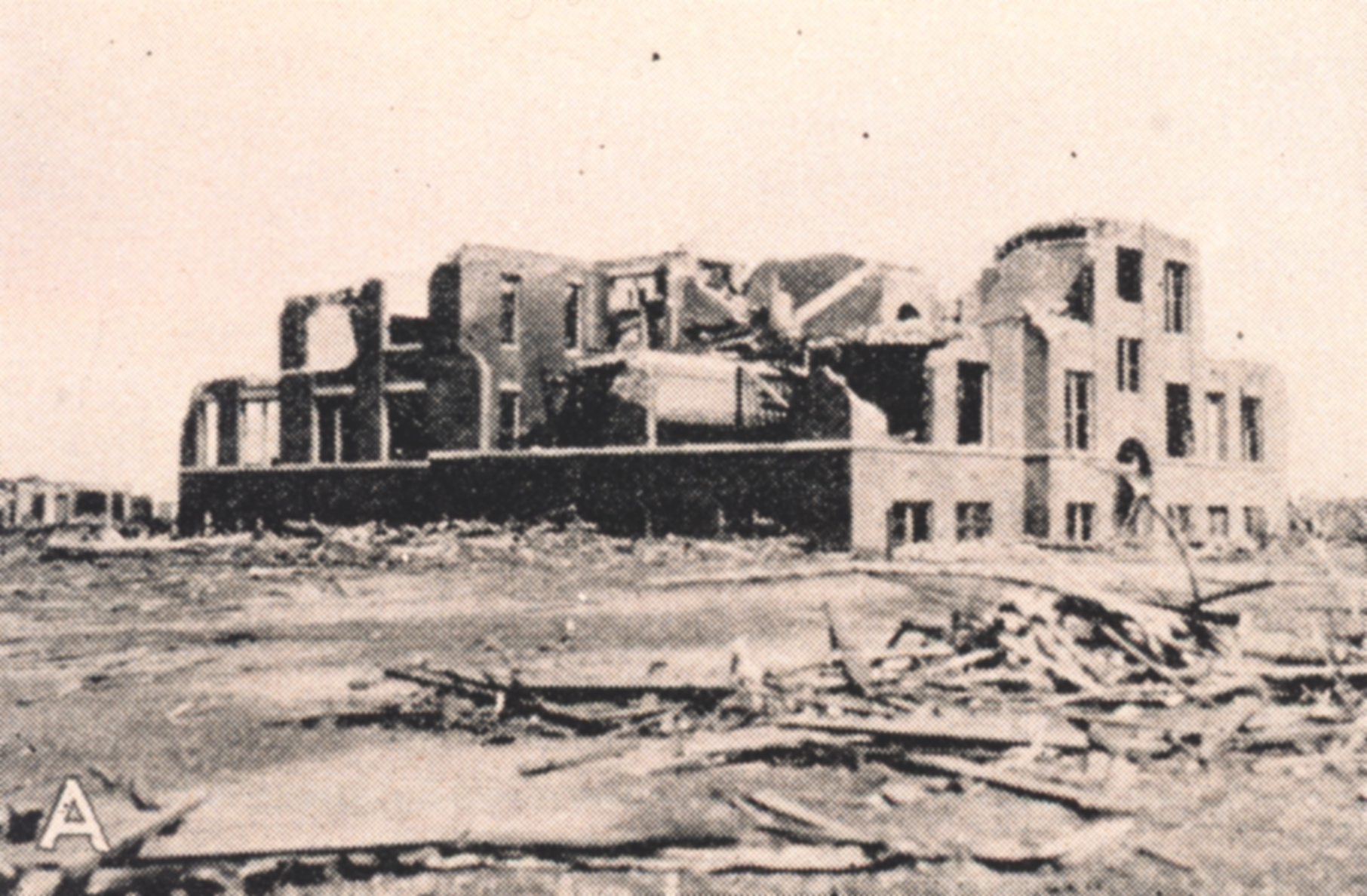
Ruiny školy, kde při Tornádu tří států zemřelo 17 dětí.

| Pořadí | Mrtví    | Událost                   | Místo                              | Datum              |
| ------ | -------- | ------------------------- | ---------------------------------- | ------------------ |
| 1.     | ≥500 000 | Cyklón Bhola              | Východní Pákistán (dnes Bangladéš) | 13. listopadu 1970 |
| 2.     | 300 000  | Cyklón v Calcuttě 1737    | Indie                              | 7. října 1737      |
| 3.     | 300 000  | Cyklón v Indii 1839       | Indie                              | 25. listopadu 1839 |
| 4.     | 229 000  | Tajfun Nina               | Čína                               | 7. srpna 1975      |
| 5.     | 200 000  | Cyklón v Bangladéši 1876  | Britská Indie (dnes Bangladéš)     | 30. října 1876     |
| 6.     | 150 000  | Haiphongský tajfun 1881   | Vietnam                            | 8. října 1881      |
| 7.     | 138 866  | Cyklón v Bangladéši 1991  | Bangladéš                          | 29. dubna 1991     |
| 8.     | 138 373  | Cyklón Nargis             | Barma                              | 2. května 2008     |
| 9.     | 100 000  | Cyklón na Filipínách 1780 | Filipíny                           | 1780               |
| 10.    | ≥50 000  | Cyklón v Indii 1977       | Indie                              | 14. listopadu 1977 |

### Tornáda

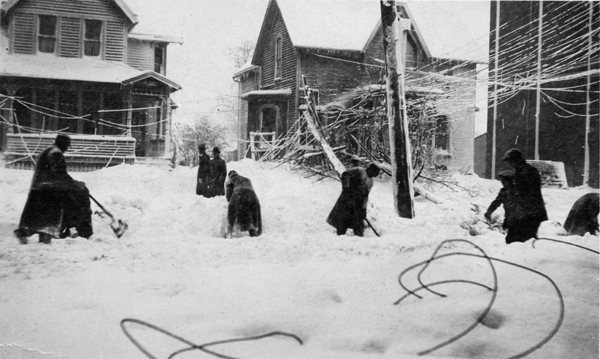
Sněhová bouře v Clevelandu, 1913.

| Pořadí | Mrtví | Událost                             | Místo                             | Datum                |
| ------ | ----- | ----------------------------------- | --------------------------------- | -------------------- |
| 1.     | 1 300 | Tornádu v Daulatpuru a Saturii      | Bangladéš                         | 26. dubna 1989       |
| 2.     | 695   | Tornádo tří států                   | USA                               | 18. března 1925      |
| 3.     | 681   | Tornádo v Dháce 1973                | Bangladéš                         | 17. dubna 1973       |
| 4.     | 660   | Tornádo ve východním Pákistánu 1969 | Východní Pákistán (Bangladéš)     | 14. dubna 1969       |
| 5.     | 600   | Tornádo ve Vallettě                 | Malta                             | 1551 / 1556          |
| 6.     | 500   | Tornádo na Sicílii 1851             | Království obojí Sicílie (Itálie) | konec listopadu 1851 |
| 7.     | 500   | Tornádo v Narailu a Maguře          | Východní Pákistán (Bangladéš)     | 11. dubna 1964       |
| 8.     | 500   | Tornádo v Madaripuru a Shibchu      | Bangladéš                         | 1. dubna 1977        |
| 9.     | 400   | Tornádo v Ivanově a Jaroslavli      | SSSR                              | 9. června 1984       |
| 10.    | 317   | Velké tornádo v Natchezu            | USA                               | 7. května 1840       |

### Sněhové bouře
| Pořadí | Mrtví | Událost                            | Místo       | Datum         |
| ------ | ----- | ---------------------------------- | ----------- | ------------- |
| 1.     | 4 000 | Sněhová bouře v Íránu 1972         | Írán        | Únor 1972     |
| 2.     | 3 000 | Sněhová bouře v Norsku             | Norsko      | 1719          |
| 3.     | 926   | Sněhová bouře v Afghánistánu       | Afghánistán | Leden 2008    |
| 4.     | 400   | Velká sněhová bouře 1888           | USA         | Březen 1888   |
| 5.     | 353   | Velká apalačská bouře 1950         | USA         | Listopad 1950 |
| 6.     | 318   | Bouře století                      | USA         | Březen 1993   |
| 7.     | 286   | Sněhová bouře v USA 1960           | USA         | Prosinec 1960 |
| 8.     | 250   | Sněhová bouře u Velkých jezer 1913 | USA         | Listopad 1913 |
| 9.     | 235   | Sněhová bouře v USA 1888           | USA         | Leden 1888    |
| 10.    | 201   | Sněhová bouře v USA 1966           | USA         | Leden 1966    |

### Povodně

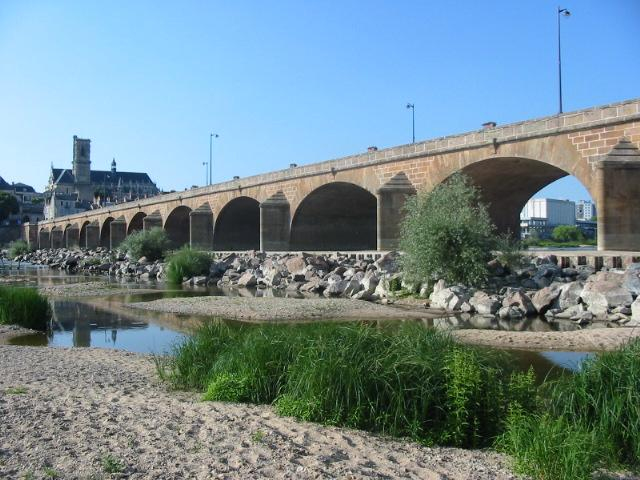
Téměř vyschlá řeka Loira, Francie, 2003.

| Pořadí | Mrtví               | Událost                       | Místo                               | Datum             |
| ------ | ------------------- | ----------------------------- | ----------------------------------- | ----------------- |
| 1.     | 400 000 – 4 000 000 | Povodně v Číně 1931           | Čína                                | Červenec 1931     |
| 2.     | 900 000 – 2 000 000 | Povodně na Žluté řece 1887    | Čína                                | Září 1887         |
| 3.     | 229 000             | Povodně v Číně 1975           | Čína                                | Srpen 1975        |
| 4.     | 145 000             | Povodně v Číně 1935           | Čína                                | 1935              |
| 5.     | >100 000            | Povodně na svatého Felixe     | Belgie / Nizozemsko                 | 5. listopadu 1530 |
| 6.     | 100 000             | Povodně ve Vietnamu 1971      | Vietnam                             | 1971              |
| 7.     | 100 000             | Povodně v Číně 1911           | Čína                                | 1911              |
| 8.     | 50 000 – 80 000     | Povodeň svaté Lucie           | Svatá říše římská (dnes Nizozemsko) | 13. prosince 1287 |
| 9.     | 60 000              | Povodně v Severním moři 1212  | Pobřeží Severního moře              | 1212              |
| 10.    | 36 000              | Povodně na svatého Marcelluse | Pobřeží Severního moře              | 16. ledna 1362    |

### Vlny horka
| Pořadí | Mrtví          | Událost                                 | Místo    | Datum |
| ------ | -------------- | --------------------------------------- | -------- | ----- |
| 1.     | 70 000         | Vlna veder v Evropě 2003                | Evropa   | 2003  |
| 2.     | 56 000         | Vlna veder v Rusku 2010                 | Rusko    | 2010  |
| 3.     | 9 500          | Vlna veder v USA 1901[nedostupný zdroj] | USA      | 1901  |
| 4.     | 5 000 – 10 000 | Vlna veder v USA 1988                   | USA      | 1988  |
| 5.     | 3 418          | Vlna veder v Evropě 2006                | Evropa   | 2006  |
| 6.     | 2 541          | Vlna veder v Indii 1998                 | Indie    | 1998  |
| 7.     | 2 500          | Vlna veder v Indii 2015                 | Indie    | 2015  |
| 8.     | 2 000          | Vlna veder v Pákistánu 2015             | Pákistán | 2015  |
| 9.     | 1 700 – 5 000  | Vlna veder v USA 1980                   | USA      | 1980  |
| 10.    | 1 718          | Vlna veder v Japonsku 2010              | Japonsko | 2010  |